# Estación de Sierrapando
Sierrapando (anteriormente, estación de Torrelavega) es un apeadero ferroviario situado en el municipio español de Torrelavega, en la comunidad autónoma de Cantabria. Forma parte de la línea C-1 de Cercanías Cantabria operada por Renfe.

## Situación ferroviaria
La estación se encuentra en el punto kilométrico 487,053 de la línea férrea de ancho ibérico Palencia-Santander a 75 metros de altitud. Históricamente dicho kilometraje se corresponde con el trazado Madrid-Santander por Palencia y Alar del Rey.
De este apeadero parte un ramal que se dirige a la fábrica de Solvay

## Historia
La estación fue abierta al tráfico el 10 de octubre de 1858 con la apertura del tramo Los Corrales de Buelna-Santander de la línea que pretendía unir Alar del Rey con Santander. Su construcción fue obra de la Compañía del Ferrocarril de Isabel II que en 1871 pasó a llamarse Nueva Compañía del Ferrocarril de Alar a Santander ya que el acceso al trono de Amadeo de Saboya hacía poco recomendable el anterior nombre. Mientras se producía la construcción de la línea, Norte por su parte había logrado alcanzar Alar por el sur uniéndola así a su red que incluía conexiones con Madrid y que se dirigía a buen ritmo a la frontera francesa. En dicho contexto la línea a Santander era más que apetecible para la compañía que finalmente se hizo con ella en 1874. Norte mantuvo la titularidad de la estación hasta que en 1941 se decretó la nacionalización del ferrocarril en España y la misma fue integrada en la recién creada RENFE.
Desde el 31 de diciembre de 2004 Renfe Operadora explota la línea mientras que Adif es la titular de las instalaciones ferroviarias.

## La estación
Originalmente, esta era la estación de Torrelavega, por lo que contaba con un amplio edificio de viajeros de base rectangular, un cuerpo central de dos plantas y dos alas laterales de una planta (actualmente en un estado ruinoso) y varias vías. El andén lateral estaba cubierto por una marquesina metálica. Al construirse en los años ochenta la nueva estación de Torrelavega para viajeros y mercancías situada más al sur, se suprimieron todas sus vías excepto la vía general y se convirtió en un apeadero, pasando a llamarse Torrelavega-Apeadero. En 1996 fue renombrado como Sierrapando, nombre que sigue teniendo en la actualidad. En los años noventa se añadió un refugio similar a los instalados en Maliaño o Muriedas-Bahía y se elevaron los andenes para adaptarlos a la altura de los trenes de Cercanías. Sobre los años 2005 o 2006, la deteriorada marquesina metálica fue suprimida, conservándose sus postes. Posteriormente se habilitó un aparcamiento en el exterior, se instalaron farolas nuevas y se sustituyó el refugio por otro más moderno. A principios de 2015, el antiguo edificio de viajeros ha sido vallado perimetralmente por riesgo de desprendimientos debido a su estado de avanzado deterioro.

## Servicios ferroviarios

### Cercanías
Forma parte de la línea C-1 de la red de Cercanías Cantabria. De nueve a dieciséis trenes en ambos destinos unen Sierrapando con Santander. En el mejor de los casos el trayecto se cubre en algo más de treinta minutos.
| procedencia/destino | < estación | Línea | estación >  | destino/procedencia           |
| ------------------- | ---------- | ----- | ----------- | ----------------------------- |
| Santander           | Zurita     |       | Torrelavega | Los Corrales de BuelnaReinosa |